# 火星物語
『火星物語』（かせいものがたり）は、文化放送のラジオ番組『広井王子のマルチ天国』の中で放送されたリスナー参加型ラジオドラマ。1994年4月から2000年3月までの5年間で、全10シリーズが放送された。
1998年からメディアミックスが行われ、漫画『火星物語 五月の花嫁』、ゲーム『火星物語』、小説『火星物語 ロマンシア』など他媒体に進出している。

## 概要
1970年代から1980年代にかけて火星探査機が打ち上げられ火星が注目を受ける中、広井王子が火星を舞台とした小説のタイトルとして『火星物語』を商標登録したことが起源である。広井は小説の準備を始めたものの忘れてしまい、1994年に『広井王子のマルチ天国』内のミニドラマの企画として突然思い出したとしている。
広井は企画当初に、生命は宇宙規模で輪廻転生を繰り返しており、火星に辿り着く生命もあるかもしれないという世界観を抱いていた。その世界観がラジオドラマの根幹となり、冒頭で語られる「はるか遠い昔、これは人々が忘れてしまった記憶の物語」というフレーズが生まれている。また、世界観が大規模であるがゆえにラジオドラマでは語りきれないと考え、漠然とではあるが当時から複数のメディアへ進出する構想を抱いていたと語っている。

## キーワード
命名の儀
『火星物語』の世界では、12歳以下の子どもは「少年A」等と記号で呼称される。12歳の誕生日に「命名の儀」が行われ、名前と職業が与えられる。
風
『火星物語』の世界における神のような存在。自由の象徴である。
風使い
「風」と心を通わせることが出来る存在。

## ラジオドラマ
広井王子が台本を書き上げ、番組収録時に即興で録音するという形で放送された。リスナーのハガキを元に台本を書くのが基本となっていたが、開始当初はアイディアを募集する予定はなかったという。即興ゆえにアクシデントやアドリブも多く、諸事情により台本が薄い回には千葉と横山がアドリブでキャラクターやエピソードを追加することもあり、また、脱線してフリートークを挟むことさえあった。
ドラマはメインキャストとして、
- 横山智佐が演じる主人公
- 千葉繁が演じる主人公の相棒
- 豊口めぐみが演じるヒロイン
- 広井王子が演じる謎多き男「ランディ」

などが登場し、他の脇役も全て4人が務めた。また、番組にゲストがあった回では、ゲストもドラマに出演した。
「火星物語 ロマンシア3」までの3作は、広井・千葉・横山の売れない劇団“マルチ天国一座”が各地を興行するという物語形式のCDにアレンジされて発売されている。「ロマンシア」と「ロマンシア2」が2枚、「ロマンシア3」が1枚。
また、「火星ガールオーディション」のショーとドラマが収録された『火星物語 スペシャルコレクション'96秋』、キャラクターソングを収録した『火星物語 ソングコレクション』も発売されている。

### 火星物語 ロマンシア
1994年10月 - 1995年3月
火星暦5200年。もうすぐ12歳になる少年Aは、偶然カンガリアン王国のコアラップ王女に助けを求められる。子ども時代との決別の旅として、相棒のポチと旅立つことを決意する。
アンサー（声：横山智佐）
アロマ出身の少年A。両親は幼少の頃に亡くなっているが、犬族のポチをはじめたくさんの友達たちと楽しく暮らしている（ただし友達の多くは鉱石探知機などの機械であるが）。名前はアンサーの誕生日の12月18日の放送で、リスナー投稿で応募された中で最終選考に残った「アンサー（大人になることの答えを探す。）」と「アイル（I willの短縮。未来の希望。）」から横山が選んだ。
ポチ（声：千葉繁）
アロハシャツを愛用する二足歩行する犬。自称“犬族最強の剣士”。当初は四足歩行する通常の犬のイメージだったようだが、広井が台本に「アンサーの手を引いて」との一説を書いていたことから、ラジオドラマ本番中に“二足歩行する犬（＝犬族）”が出来上がった。後にアンサーを助けるために身を挺し、命を落とした。
コアラップ（声：横山智佐）
カンガリアン王国の王女。

### 火星物語 ロマンシア2
1995年4月 - 11月
火星暦988年。クエス姫は風使いにあこがれていた。父である王の死を機に王宮から追放されてしまい、風使いとなるためにサスケとともに風の渓谷へ旅立つ。風の渓谷で門の審判を受けたクエスは気を失い、目が覚めると別世界で白き風使いの戦士となっていた。
クエス（声：横山智佐）
“王女”という名に似合わず明朗活発な12歳の少女。黒パンツがトレードマーク。クエスという名の由来は、前作のアンサー（Answer＝答え）に対してクエス（Question＝疑問）から。黒き風に白き風で対抗してリュートと差し違え、風と同化した。4200年後アンサーとして転生する。
サスケ（声：千葉繁）
クエスの世話役の青年。別世界ではクエスの相棒の風使い。クエスを庇って死亡するが、ポチの魂と出会って現世に戻った。
リュート（声：千葉繁）
アショカの将軍で、「黒き風の将軍」の名を持つ。

### 火星物語 ロマンシア3
1995年11月 - 1996年4月
アンサーの時代から時を経た未来、舞台は過度に機械化・ネットワーク社会化しすぎた火星。「風」は伝説にのみ残る存在になっていた。訪れたデパートの遊園地で風に遭遇したフォボスは、「風使い」としてハーネスに追いまわされることとなる。
フォボス（声：横山智佐）
12歳の少年。「風」が原因で様々な組織に追われることとなり、偶然出会ったタローボーと一緒にハーネスに立ち向かう。風使いとして以上に徐々に女性的な描写が増えていき、後に内なるクエスの人格が目覚める。
タローボー（声：千葉繁）
ゴミ捨て場に捨てられ、自分の使命や名前を忘れていたロボット。空から落ちてきたフォボスを「神」と信じ、名前を与えられて以来フォボスに付き従った。サスケの人格を移植したロボットであり、クエスと出会うことをきっかけにサスケの人格が起動するようにセットされていた。
ランディ（声：広井王子）
地下組織ブラック・ノアのリーダー。
フーギ（声：広井王子）
暗黒の風を操るハーネスの魔法公爵。

### 火星物語4 風のラフレシア
1996年4月 - 10月
アンサー
キング

### 火星物語5
1996年11月 - 1997年6月
町を出ることを決めたクエスは銀河中央線に乗り込むが、車内でサスケの視線を不快に感じていた。途中駅で一時下車したクエスを、自分を不快に思って逃げ出したと勘違いしたサスケが弁解するために追い、ホームでぶつかって電車に乗り損ねてしまう。ホームで佇む2人の下に、エスと名乗る少女が現れる。
森下クエス（声：横山智佐）
17歳の女子高校生。2年生だが勝手に高校を卒業したことにし、町を出ることを決めた。一人称は「ボク」、性格も男勝り。ルシフェル（声：横山智佐）という名の守護天使が憑いている。
山本サスケ（声：千葉繁）
37歳の冴えない独身のサラリーマン。仕事への不満からある日会社と反対へ向かう電車に乗り、クエスと出会う。クエスに仕事で扱っていたコンピュータとは異なる有機的な存在を感じ、興味を持つ。
エス（声：豊口めぐみ）
銀河連邦特別警察に追われていた大学生風の少女。古き帝国アショカの秘宝を守るロボットで、駅で出会ったクエスに秘宝を託した。自己修復機能やペガサスに変形する機能を持つ。

### 火星物語6 ノスタルジア
1997年6月 - 11月
フォボス（声：横山智佐）
ムジムジ（声：千葉繁）
ランディ（声：広井王子）

### 火星物語7 約束の大地
1997年12月 - 1998年7月
シリーズで唯一の地球での物語。舞台は火星に渡る以前の20世紀、ヨーロッパのへそといわれたレッドライン王国。主人公カナンは、謎の組織N.O.A.のATGCの陰謀のために、彼女が持つ特殊な能力を利用されてしまう。シリーズ随一の難解な作品であった。なお、外部リンクにも挙げたマル天.comにおいて、唯一あらすじが掲載されている。
カナン・イブ（声：横山智佐）
12歳の少女。発火能力に目覚める。
タケシ・イブ（声：広井王子）
カナンの父。ヘイグ王立科学院に勤める科学者。レッドライン王国と国交を断絶した日本国籍。
グレイ・イブ（声：横山智佐）
カナンの母。ヘイグ王立科学院に勤める科学者。
ヘイグ（声：千葉繁）
ヘイグ王立科学院の長官。火星への有人ロケット打ち上げを夢見る。
ジルバ・レビン（声：豊口めぐみ）
情報局に属する軍人。階級は少佐。
ランディ（声：広井王子）
ヘイグの部下でありながら、複数の組織で暗躍する謎多き人物。

### 火星物語8 タコラス3世の華麗なる日々
1998年7月 - 1999年1月
火星に人が渡って間もない頃の物語で、イカやタコの姿をした火星人と人間が共存している世界という設定の西部劇風作品。シリーズ随一のコメディタッチな作品となっている。
タコラス3世（声：横山智佐）
タコ型火星人で、凄腕のガンマン。横山が特徴的な演じ方をしたこともあり、歴代主人公で最も変わったキャラクターとなっている。
イカブツ（声：千葉繁）
イカ型火星人。千葉の演じ方は他の相棒キャラと変わらないのだが、横山の演じるタコラスの強烈なキャラクターによって、比較的まともなキャラクターのイメージを受ける。

### 火星物語9 風の歌のララ
1999年2月 - 9月
ララ王家の第一王位継承者であるサタナエル、第二王位継承者のスピリト。この2人の主人公の物語。教会や軍など、権力を巡る様々な人間模様が描かれた。サタナエルとスピリトの怪しい関係が描かれる、BL風作品。サブタイトルはリスナー投稿の2つを掛け合わせたものだが、広井は『風と木の詩』をイメージしたと説明している。
サタナエル（声：横山智佐）
幼名はAA（ダブル・エー）。ララ王家の第一王位継承者。アンサー、クエスから繋がる王家の血筋らしい。名前の由来は「サタン」。
スピリト（声：豊口めぐみ）
幼名はBBB（トリプル・ビー）。ララ王家の第二王位継承者。ネイル公爵家の御曹司。名前の由来は「スピリット」。
ハロウェル（声：千葉繁）
かつての戦争で、軍功をあげた公爵。
クラッチ（声：横山智佐）
ララ王国軍の軍人、階級は少佐。
グリッド（声：千葉繁）
ララ王国軍の軍人、階級は中尉。
ライラック（声：横山智佐）

### 火星物語10 仕立て屋エクレアの伝説
1999年9月 - 2000年4月
エクレア
チョコ
アプリコット

## 漫画
『火星物語 五月の花嫁』（かせいものがたり ごがつのはなよめ）は、月刊ファミ通ブロス1998年3月号 - 1999年4月号まで連載された漫画作品。広井王子原作、むつきつとむ作画で、単行本全2巻。

### ストーリー
パーン国は国王の死後、後継者を巡って邪悪な陰謀の中にあった。自由を望むクエス姫であったが、親衛隊長シルバーンから自らに課せられた使命に気づかされ国と国民を守る決意をする。
そんな中、リビドー王国が侵攻を開始する。風使いサスケはクエスと国を守るため、12諸侯の盟約により禁じられた“風”を使ってしまう。それがきっかけとなり、パーンは他の12諸侯から攻められることとなる。
リビドーとの交戦の最中、サスケは魔女ラトティップに単身勝負を挑むが、窮地に陥りクエスに助けられる。結果、パーンは敵の手に落ちることになる。
国を落ち延びたクエスとサスケは、風使いタイガーを尋ねてリピドーへ向かう。しかしタイガーは過去に、当時パーン王に仕えた魔女ラトティップに風を封じられていた。その後、タイガーは劣悪な環境下での鉱山労働を強いる署長を殺害し自らも自殺してしまうが、その結果として他の鉱夫らの不満が爆発。クエスと共に新しい国の基盤を築くこととなる。
一方、パーンでは、リピドー王の急死を受け、アショカの傭兵であったランディが権力を掌握。魔女にも風使いにも頼らない力でパーンの地を守ることになる。

### 登場人物
クエス
サスケ
ゲラン
ラトティップ
シルバーン
ランディ
ボーイ
タイガー
ビル
ノートン
ゴールドスタイン
フォボス
ポチ

## ゲーム
『火星物語』（かせいものがたり）は、1998年10月22日に、アスキーから発売されたプレイステーション用ロールプレイングゲーム。
通常版のほか、「10大付録BOX仕様限定版」が発売された。限定版の中身は主要5キャラ（フォボス、クエス、サスケ、アンサー、ポチ）のフィギュア、ジオラマセット、クエスのピアス、黒パン柄ハンカチ、ポチの顔柄名刺入れ、コロコロスタンプ。

### 概要
ストーリーはラジオドラマ『火星物語』の3作目「ロマンシア3」をベースとしており、1作目「ロマンシア」、2作目「ロマンシア2」のストーリーを絡めて進行していく。ただし、時代設定は原作ラジオドラマと異なり、「ロマンシア」「ロマンシア2」「ロマンシア3」の順である（ラジオドラマでは2→1→3の順）。
キャラクターデザインは水玉螢之丞で、ゲーム中のナレーションは広井王子が担当。声優として、あかほりさとるや伊集院光などの著名人が、特別出演、友情出演という形で参加していることが特徴。

### システム
基本的なRPGの体裁を成しているが、以下の点で他のRPGと大きく異なる所がある。
- 全30話構成で、各話の間には楽屋オチ的な幕間がある。
- 俗に言うセーブポイント的な物が存在せず、一話終えるごとにセーブが可能になっている。
- 基本的にフィールド移動は一方通行で、ショップを出た後また買い物に戻るといった事が出来ない。
- ダンジョンやフィールド以外は全て自動で移動する。また、長距離移動ではスゴロク形式やミニゲーム等での移動となる。
- 戦闘は「アドリブバトル」と呼ばれる形式で、敵味方構わず遠くへ投げたり、フィールド内に置いてあるオブジェを使用したりすることが出来るなどかなり自由度が高い物となっている。また、エンカウントは固定エンカウントしか無い。ダメージは数値では表記されず、攻撃のヒット時キャラクター上に出てくる星の量で見極めるしかない。
- 本編の途中で移動に使った車両の運転などが、ミニゲームとして追加され、ゲーム開始時のメニュー画面で遊べるようになる。
- 各1話終わる毎に取り残したキーアイテムが入った宝箱があると、その話の終りに手に入れることが出来る。

### ストーリー
アロマに住む少年Aは、もうすぐ12歳の誕生日を迎える。12歳になると“命名の儀”を受け、“名前”と“職業”を与えられるが、アロマの村長はネーミングセンスが悪い。このままでは変な名前をつけられてしまうと考えた少年Aと少年Bは、カンガリアンで命名の儀を受けようと計画を練っていた。そのための移動手段として、少年Aが戦車を製作することになっていたが…。

### キャラクター
ゲーム中では、各話の冒頭でその回に出演する声優名が表示される（役名は表示されない）。また下記以外にも数多くの人物が登場している。

#### プレイヤーキャラクター
現代
フォボス（少年A（A710））
本作の主人公。アロマ出身の少年で、ゲーム開始時点では11歳。一切喋らず身振り手振りで説明する。一見は普通の少年であるが、七色の風を全て使いこなすなど突出した「風使い」の才能を秘めている。また手先が器用で戦車やタローボーなど様々な物を作るが、よく爆発もさせる。セイラの持っていた「チェーンウォッチ」で時間を移動できる唯一の人間。名前の由来は火星の第一衛星フォボスより。武器はスパナ系。
セイラ（少女Y）（声：豊口めぐみ）
本作のヒロイン。ソドム出身の少女。フォボス達と同じくカンガリアンで命名の儀を受けようとしていた所で知り合う。クエスに憧れを抱いており、絵本を持ち歩いている。クモが苦手。武器は杖系。
タローボー（声：千葉繁）
フォボスが対シルビー用に「あろっとオブぺん」の残骸から作ったロボット。フォボスのことを作ってもらった「神」と崇めているが、「カモ」や「亀」など言い間違いも多く言語回路に不具合がある。また、記憶回路に重要な情報が入っているがそれも中々出てこない。作中2回ボディを変更され、言語回路も段々と改善されている。武器はアーム系。
中世
クエス（声：横山智佐）
400年前のアロマ王国の第一王位継承者で「風使い」。ボク少女で貧乳属性。二つ名は「疾風のクエス」又は「黒パンのクエス」（サスケ談）。行動的な性格で自由に対してこだわりを持つ。黒のパンツはマジックアイテムで常時着用している。アショカの圧制に対し自由を求めて戦った英雄であるが、フォボスの時代ではアロマ王国を解体に追いやった悪人として伝わっている。武器は剣系。
サスケ（声：千葉繁）
400年前のアロマ王国の近衛騎士隊長でこちらも「風使い」。クエスのお目付け役でもあり剣術の師匠でもある。外見は二枚目だが、スケベな性格が災いして三枚目な役回りとなることも多い。武器は剣系。
古代
アンサー（声：横山智佐）
600年前にアロマ地方のヘロヘロ島に住んでいた少年。天真爛漫で素直な性格。誘拐されたコアラップ王女を助けるために、フォボスとポチとともに旅立つ。後に「風使い」として覚醒する。コアラップ王女を助けた功績により、カンガリアン王国の後押しを受けてアロマ建国の礎を築き、フォボスの時代ではアロマ王国建立国王として石碑が立てられている。
ポチ（声：千葉繁）
大剣士（自称）の犬。スケベでお調子者だが友達を思う気持ちは人一倍強い。一度はアンサーを庇って石化してしまったが、フォボスが自分の時代のブラボーの薬屋の薬で戻る事が出来た。武器は剣系。

#### 七色の風
召喚魔法の"風"は虹の色と同様に七色ある。
藍色の風（声：水谷優子）
凍気を司る風。バレエのドレスに似た服装で、おっとりとして控えめな性格。アンサーの時代にフォボスと出会い才能を感じ取り、それ以来フォボスが力に目覚めるのを見守っていた。
青の風（声：宮村優子）
雷を司る風。いつもパジャマでウサギのぬいぐるみを連れている。子供っぽい性格。アンサーを最も親愛している風である。
赤の風（声：久川綾）
炎を司る風。フラメンコの衣装に似た服装で、情熱的な性格。
黄色の風（声：あかほりさとる）
強化を司る風。ターバンを頭に巻いており、のんびりとした性格で大のカレー好き。実は本当はカレー嫌いで、寿司なら2億皿も食べられる模様。
オレンジの風（声：伊集院光）
力を司る風。ウェイトトレーニングによる隆々とした筋肉の持ち主。多少頭が弱い。
緑の風（声：三石琴乃）
癒しを司る風。薄手の服装と切れ長の耳と目が特徴的。自然を愛しており、人間嫌いの一面を持つ。
紫の風（声：子安武人）
斬撃を司る風。紫色のタキシードとマントを身につけている。プライドが高い。

#### その他
主にストーリーに絡んだ人物を記載する。
現代
アービン（少年B（B794））（声：古川登志夫）
アロマ出身の鳥族の少年。フォボスよりわずかに誕生日が早く、命名の儀で「アービン」という名前と下水掃除士の職業を与えられる。しかし、同時にAチップによって自由を奪われてしまうが、ランディ達にAチップを外され元の状態に戻る。以降は参謀的立場からフォボスのサポートを務めるが、第25話でラディスに撃たれて死亡する(元々アービン自身はAチップ後遺症の影響で余命は僅かと予測していた)。なお風呂が苦手。序盤ではフォボスと一緒に行動するが、戦闘には参加しない。
ランプー（声：古本新之輔）
アロマ村出身のタコ族でフォボスの友人。タコ族は長生きであり、ランプー自身も中世（クエスの時代）から400年間生きている。第1話ではフォボスと一緒に行動するが、戦闘には参加しない。
長老（声：八奈見乗児）
アロマの村長。フォボス達のカンガリアンへの旅のカンパを村民全員に依頼するなど気が利く面もあるが、独特のネーミングセンスと駄洒落が欠点。
シナモン（声：若本規夫）
アロマのあろ饅頭屋店主。無条件であろ饅頭の食べ放題を行っている。
セージ（声：松尾銀三）
アロマの住人。祭りの風船割りを得意とする。
ローズ（声：池澤春菜）
アロマの住人。サッカーを得意とする。
バジル（声：速水奨）
アロマの焼肉屋店主。シナモンとは異なり、毎年村の祭りで「俺様に勝ったら焼肉食べ放題」を企画し、挑戦者を募っている。
タラゴン（声：立木文彦）
アロマの住人。大食いで、本人曰く「人生の幸せの半分は「あろ饅頭食べ放題」残り半分は「焼肉食べ放題」」らしい。
あろまえもん（声：松尾銀三）
アロマの住人。職業は「さるまわし」。「いいなあ～」が口癖で、フォボス達がカンガリアンへ行く事を羨ましがっていた。
サフィ（声：田中真弓）
風の谷の村長。フォボスがやって来てからは、彼にその役目を譲る。
ランディ（声：広井王子）
ブラパン党のリーダー。実はキウイ64世の実子で、本名は「ランドルフ・レム・キウイ」。第28話でフォボスを庇い、ラディスの攻撃で死亡。シェイルへの婚約指輪をフォボス達に託した。
シェイル（声：菊池志穂）
ランディの部下で、ブラパン党の副リーダー。ランディの恋人でもあり、彼が死亡した際は悲しんでいた。
エマーク（声：山口勝平）
ランディの部下で、ブラパン党幹部の犬族の剣士。セイラと同じソドムの出身。落ち着いた口調で話すが、慣れていないようでたびたび地が出てしまう。
キウイ64世（声：内海賢二）
カンガリアン王国の現国王。ハーネスの策略によって幽閉されていたが、フォボスたちによって救出される。背中に桜吹雪の刺青を彫っている。
エミュウ
カンガリアン王国の大臣。Aチップにより洗脳され、銅像磨き士として働いている。
レノール（声：野沢那智）
カンガリアン王立科学研究所の所長であり特殊科学部隊隊長を務める人物。
セイラのおばあさん（声：折笠愛）
ソドムで花屋を経営するセイラの祖母。Aチップによってセイラの事を忘れてしまっていたが、エマーク達によってAチップを外され思い出すことができた。
ロードス（声：玄田哲章）
黒翼の堕天使を封じたと伝えられる巨神。ラッキーに像が存在する。
フーギ（声：納谷悟朗）
大軍事国家ハーネス帝国の皇帝。終盤で黒翼の堕天使の封印を解いて一体化しようとするが、堕天使に拒否され、彼に粛正される。
シルビー（声：横山智佐）
ハーネスの軍人で、「“漆黒剣”」の使い手。風使いを目の敵としフォボスを追い回すが、アスラ打ち上げの際フーギに見捨てられた事でハーネスを離反し、フォボス達に協力することになる。しかし、第27話の終盤でシャトルの修理後に起こった爆発によって宇宙に吹き飛ばされてしまう。その後は登場しないが、アスラから脱出したロボットとの会話で、宇宙空間を漂流しているところを救出されていたことが判明した。
ラディス・ランバード（声：大槻ケンヂ）
ハーネスの科学者で、人工衛星「アスラ」の設計者。ハーネスから亡命してきたと語っていたが、実際はフーギと通じておりフォボス達を罠にはめ抹殺しようとするもアービンによって阻止される。その後は打ち上げられたアスラの中で再登場するが、頭に埋め込まれた特殊チップの影響で狂人化してしまっている。戦闘マシン「ゼノラディス」でフォボス達を襲うも、最終的には敗れ去った。
黒翼の堕天使（声：速水奨）
本作の最終ボス。1万年前、古代文明人により、黒の風と共に封じられた堕天使。黒の風を発生させる事が出来る。
中世
デーモン（声：玄田哲章）
ソドムの街の議長。最初は非協力的であったが本当は住民の事を思いやる人物で、クエスの熱意に負け総督府への道筋が載った地図を渡す。
ミハエル（声：岩田光央）
ソドムの街のレジスタンスのメンバー。
キウイ25世（声：塩沢兼人）
クエスの時代のカンガリアン国王。
アショカ法王(声：茶風林)
宗教国家アショカ法国の指導者。だが実際はリュートに利用されているだけの存在であり、最終的にリュートの部下によって抹殺される。
リュート（声：置鮎龍太郎）
アショカ法国の軍総司令官。法王を唆し戦争を起こさせ、世界を支配しようと企む。
ヴィルド（声：若本規夫）
アショカ法国の科学者で、リュートの右腕的存在。悪魔の兵器「風機」の開発者。
バサラ（声：関智一）
アショカ法国の将軍。主命には忠実だが道理を知る人物。ラーナ（声：菊池志穂）という娘がいる。後にアショカの愚かさに気づき離反しようとするが、リュートの魔法によって魔獣と化してしまう。
古代
コアラップ（声：池澤春菜）
カンガリアン王国の王女。ある目的のため、囚われの身になっている。後にアンサーによって助け出され、アロマ建国後にアンサーの元へ嫁いでいる。200年後にはカンガリアン王国の広場に銅像が立てられている。
キウイ2世（声：浜村通信）
アンサーの時代のカンガリアン国王でコアラップの父親。
ハインバッハ（声：塩沢兼人）
コアラップを誘拐したグループのリーダーだが、「黒き闇」に操られていた。
ペペロ（声：斉藤一美）
リビドーで馬車屋を営むウマ族の男性。過去にとあるイヌ族に女を横取りされた経験があり、それ以来イヌ族を毛嫌いしている。
ワッシャー（声：岩田光央）
一万年も生きていると言われる、ブラボーの一番高い山の上に住むタコ族。長生きであることから「仙人」と呼ばれるが、本人はそれを嫌がっている。ポチの石化を解く薬の作成を依頼したのち600年後の現代にも登場し、完成した薬をフォボスに渡した。一番高いところに住む理由は、遥か高い場所にあると言われる天空城ウィンダムを目指しているためで、地殻変動などで現在よりも高い場所が出現する度に住居を移転している。
ナラハンヌ（声：上田祐司）
カンガリアンへの道にある林檎の木を独り占めする象の怪物。

### 主題歌
- OPテーマ「wing」
  - 歌：横山智佐
  - 作詞：高橋真也/広井王子
  - 作曲：田中公平
- EDテーマ「たとえば愛だよね」
  - 歌：フラワーチルドレン
  - 作詞：広井王子
  - 作曲：大友博輝

### CM
父親役に千葉繁、母親役に横山智佐を起用して「縦笛編」「しりとり編」「記念撮影編」「オヤジギャグ編」の4編が放送された。

### 関連商品

#### 和書
- 攻略本：火星物語 オフィシャルスターターブック

ゲーム攻略本というより、ラジオドラマとゲームを繋ぐガイド本という位置づけで制作された。
- 攻略本：火星物語 オフィシャルガイド

#### CD
- シングルCD：Wing/たとえば愛だよね
- サントラCD：火星物語 オリジナルサウンドトラック

## 小説
『火星物語 ロマンシア』（かせいものがたり ろまんしあ）は、1998年11月4日にファミ通文庫から発行されたライトノベル作品。広井王子著、水玉螢之丞画で、50話のショートストーリー形式で構成されている。

### ストーリー
ラジオドラマ「火星物語 ロマンシア」同様、アンサーがポチと共にコアラップ王女を助ける旅に出る。

### 登場人物
アンサー
ポチ
コアラップ